# 춘향전 (1961년 영화)
춘향전은 1961년 공개된 대한민국의 영화이다.

## 배역
- 김지미 : 성춘향 역
- 신귀식 : 이몽룡 역
- 김동원
- 양미희
- 최남현
- 유계선
- 김현주
- 유춘
- 최승미
- 김칠성
- 임운학
- 맹만식
- 송억
- 이영
- 이창식
- 최걸
- 최찬식
- 임생출
- 박성근
- 이업동
- 김세라
- 주일몽
- 박순봉
- 석운아
- 문미봉